# Breaking Bad/Staffel 4
Die Staffel 4 der Fernsehserie Breaking Bad wurde zwischen Juli 2011 und Oktober 2011 ausgestrahlt.

## Handlung
Jesse ermordet Gale in dessen Wohnung durch einen Kopfschuss. Nach der Tat greift Victor Jesse auf und bringt ihn in das Labor, wo Walter festgehalten wird. Gus tötet vor den Augen der beiden Victor, der am Tatort gesehen wurde. Durch Gales Tod sind Walter und Jesse für Gus vorläufig wieder unersetzbar geworden. Jesse versucht, sich durch Drogen und Partys in seinem Haus vom Mord an Gale abzulenken. Aus Angst, das nächste Opfer von Gus zu werden, erwägt Walter, diesem zuvorzukommen und ihn zu töten, wozu er einen Revolver mit abgefeilter Seriennummer kauft.
Als Walters Schwager Hank nähere Informationen zum Mord an Gale erhält, nimmt er seine Nachforschungen außerhalb der DEA auf eigene Faust wieder auf und findet Spuren, die ihn zu Gus führen. Walter hilft Hank scheinbar bei seinen Ermittlungen, um den Verdacht zu zerstreuen, dass Gus der gesuchte Drogenboss ist. Walter und Skyler kaufen mit Hilfe von Saul die Autowaschanlage, um dort Geldwäsche betreiben zu können. Um ihrer Verwandtschaft den Kauf der Waschanlage zu erklären, geben sie vor, dass Walter ein System für Black Jack entwickelt und damit viel Geld gewonnen habe. Mike setzt währenddessen (auf Anweisung von Gus) vermehrt Jesse ein, um ihn wieder auf die Beine zu bringen. Dadurch kehrt Jesse allmählich zu einem geregelten Leben zurück, entfremdet sich aber zusehends von Walter. Walter bittet Jesse darum, Gus zu töten, da dieser nun öfter Kontakt zu Gus hat. Jesse bieten sich dafür jedoch keine passenden Möglichkeiten.
Als das mexikanische Kartell Gus bedroht, soll Jesse in einem Labor des Kartells in Mexiko Methamphetamin herstellen und den Chemikern Walters Vorgehensweise beibringen. Gus kann jedoch Don Eladio und einen Großteil der Kartellangehörigen mit einem Schlag vergiften und zusammen mit Mike und Jesse fliehen, wobei Mike jedoch bei einem Schusswechsel schwer verletzt wird und sich bis zum Ende der Staffel erholen muss und als Sicherheitsexperte ausfällt. Die Zerschlagung des Kartells ist eine späte Vergeltung für die Ermordung seines Kompagnons Max in den 1990er Jahren. Da Gus gesehen hat, dass Jesse in der Lage ist, eigenständig Methamphetamin zu kochen, deutet er an, dass Jesse eigentlich das Labor ohne Walter übernehmen könnte. Jesse möchte das jedoch nicht, weil dies mit Sicherheit Walters Tod zur Folge hätte. Währenddessen fasst Hank den Verdacht, dass das Hauptversorgungszentrum der Fastfoodkette Los Pollos Hermanos als Drogenumschlagort fungiert. Bei seinen Ermittlungen gerät auch die Wäscherei, in der sich das Labor befindet, in seinen Fokus. Walter, der Hank zu der Wäscherei fahren soll, provoziert daraufhin einen Autounfall.
Unterdessen erfährt Skyler, dass ihr ehemaliger Chef Ted einer Steuerprüfung unterzogen wird. Da Ted mit ihrem Wissen seit Jahren die Bücher zwecks Steuerhinterziehung gefälscht hat, befürchtet sie, dass dadurch eine Verbindung zu ihr und der Auto-Waschanlage hergestellt werden könnte. Sie versucht Ted zu überreden, seine Schulden zu bezahlen. Da dieser jedoch faktisch insolvent ist, nimmt sie den größten Teil von Walters Geld und arrangiert über Saul eine vorgetäuschte Erbschaft, mittels derer Ted seine Schulden beim Finanzamt bezahlen soll. Stattdessen plant Ted jedoch mit dem Geld einen Neuanfang seines insolventen Betriebs. Durch Sauls Handlanger Huell und Kuby genötigt, unterschreibt er schließlich doch einen Scheck für das Finanzamt, verletzt sich jedoch beim Fluchtversuch vor den beiden schwer an der Halswirbelsäule.
Weil Jesse inzwischen in der Lage ist, eigenständig Methamphetamin zu kochen und Walter es nicht geschafft hat, Hank von seinen Ermittlungen abzuhalten, wird Walter von Gus gefeuert. Gus droht außerdem, seine Familie umzubringen, falls er sich in seine Geschäfte einmischen sollte. Walter möchte untertauchen, verfügt jedoch aufgrund von Skylers Geldentnahme für Ted zu seiner Überraschung nicht mehr über das notwendige Bargeld, um Sauls Spezialisten für derartige Fälle zu bezahlen. Stattdessen bringt er seine Familie bei Hank in Sicherheit, der aufgrund einer von Walt inszenierten Drohung von der DEA bewacht wird. Hank schlägt vor, die Wäscherei genauer zu überprüfen. Die DEA findet jedoch nichts.
Als Brock, der Sohn von Jesses Freundin Andrea, plötzlich mit Vergiftungserscheinungen ins Krankenhaus eingeliefert wird und Jesse entdeckt, dass das Rizin verschwunden ist, mit dem er Gus töten sollte, vermutet er einen Giftanschlag durch Walter, sucht diesen auf und bedroht ihn mit einer Waffe. Walter kann den Verdacht aber auf Gus lenken. Dadurch ist nun Jesse endlich bereit, an der Tötung von Gus mitzuwirken. Jesse lockt Gus unter einem Vorwand ins Krankenhaus, damit Walter eine ferngezündete Bombe an Gus’ geparktem Auto anbringen kann. Jesse teilt Gus bei dem Treffen mit, dass Brock vergiftet wurde. Auf dem Rückweg allerdings steigt Gus nicht in das von Walter präparierte Auto.
Schließlich überredet Walter den gelähmten Hector Salamanca, sich mit einem Selbstmordanschlag für die Auslöschung der Salamanca-Familie durch Gus zu rächen. Nachdem Hector bei der DEA scheinbar eine Aussage gemacht hat, wird er wie beabsichtigt von Gus und Tyrus im Pflegeheim besucht, die ihn aus dem Weg räumen wollen. Hector aber löst Walters Bombe aus, die am Rollstuhl befestigt ist, wodurch er zusammen mit Gus und Tyrus stirbt. Nach dem gelungenen Anschlag legen Walter und Jesse Feuer im Meth-Labor. Auf dem Dach des Krankenhauses erzählt Jesse, dass Brock auf dem Weg der Besserung ist und gar nicht an einer Vergiftung durch Rizin litt, sondern durch Maiglöckchen. Jesse vermutet, dass der Junge sie aus Unwissenheit gegessen hat.
Das letzte Bild der vierten Staffel zeigt einen Topf Maiglöckchen, der auf der Hausterrasse der Familie White steht.

## Besetzung

### Hauptbesetzung
| Rolle                          | Schauspieler       | Deutsche Synchronsprecher |
| ------------------------------ | ------------------ | ------------------------- |
| Walter „Walt“ White/Heisenberg | Bryan Cranston     | Joachim Tennstedt         |
| Jesse Pinkman                  | Aaron Paul         | Marcel Collé              |
| Skyler White                   | Anna Gunn          | Susanne von Medvey        |
| Walter White, Jr.              | RJ Mitte           | Nico Mamone               |
| Hank Schrader                  | Dean Norris        | Lutz Schnell              |
| Marie Schrader                 | Betsy Brandt       | Gundi Eberhard            |
| Saul Goodman                   | Bob Odenkirk       | Michael Pan               |
| Gustavo „Gus“ Fring            | Giancarlo Esposito | Frank-Otto Schenk         |
| Michael „Mike“ Ehrmantraut     | Jonathan Banks     | Eberhard Haar             |

### Neben- und Gastdarsteller
| Rolle                   | Schauspieler           | Deutsche Synchronsprecher |
| ----------------------- | ---------------------- | ------------------------- |
| Tyrus Kitt              | Ray Campbell           | Christoph Banken          |
| Huell Babineaux         | Lavell Crawford        | Christoph Banken          |
| Gaff                    | Maurice Compte         | Johannes Berenz           |
| Steven Gomez            | Steven Michael Quezada | Sebastian Christoph Jacob |
| Andrea Cantillo         | Emily Rios             | Marie-Luise Schramm       |
| Gale Boetticher         | David Costabile        | Uwe Büschken              |
| Ted Beneke              | Christopher Cousins    | Erich Räuker              |
| Tim Roberts             | Nigel Gibbs            | Gerald Paradies           |
| Héctor „Tio“ Salamanca  | Mark Margolis          | Eberhard Haar             |
| Bogdan Wolynetz         | Marius Stan            | Valentin Plătăreanu       |
| Eladio Vuente           | Steven Bauer           | Jörg Hengstler            |
| Brandon „Badger“ Mayhew | Matt L. Jones          | Tim Sander                |
| Skinny Pete             | Charles Baker          | Tobias Kluckert           |

## Episoden
Die Erstausstrahlung der vierten Staffel war vom 17. Juli bis zum 9. Oktober 2011 auf dem US-amerikanischen Fernsehsender AMC zu sehen. Die deutschsprachige Erstausstrahlung sendete der deutsche Pay-TV-Sender AXN vom 10. November bis zum 22. Dezember 2011. Die deutsche Free-TV-Premiere der vierten Staffel startete am 2. November 2012 bei Arte. Die Titelgebung bei ARTE weicht teilweise von den Titeln ab, die bei der Erstausstrahlung auf AXN verwendet wurden und auf der DVD zu finden sind. Diese abweichenden Titel von ARTE werden hier mit dem Vermerk Alternativtitel geführt.
| Nr. (ges.) | Nr. (St.) | Deutscher Titel                                                       | Originaltitel     | Erstausstrahlung USA | Deutschsprachige Erstausstrahlung (D) | Regie             | Drehbuch                              | Zuschauer (USA) |
| --- | --------- | --------------------------------------------------------------------- | ----------------- | -------------------- | ------------------------------------- | ----------------- | ------------------------------------- | --------------- |
| 34 | 1         | Das Teppichmesser Geritzt (Alternativtitel)                           | Box Cutter        | 17. Juli 2011        | 10. Nov. 2011                         | Adam Bernstein    | Vince Gilligan                        | 2,576 Mio.      |
| Jesse wird, nachdem er Gale erschossen hat, von Victor aufgegriffen und zu Walter gebracht. Gus tötet daraufhin vor den Augen der beiden Victor mit einem Cuttermesser. Die beiden sollen weiter kochen, Walter glaubt jedoch im Gegensatz zu Jesse, dass sich ihr Leben noch immer in Gefahr befindet. |           |                                                                       |                   |                      |                                       |                   |                                       |                 |
| 35 | 2         | Kaliber 38 Achtunddreißiger Snub-Nose (Alternativtitel)               | Thirty-Eight Snub | 24. Juli 2011        | 10. Nov. 2011                         | Michelle MacLaren | George Mastras                        | 1,968 Mio.      |
| Als Walter mit einem zuvor gekauften Revolver Gus besuchen will, wird er durch einen Anruf davon abgehalten. Deshalb bittet er Mike, ein Treffen zu arrangieren. Dieser schlägt ihn jedoch zu Boden. Jesse kämpft mit Schuldgefühlen und veranstaltet eine Party nach der anderen. Unterdessen versucht Skyler, die Autowaschanlage zu kaufen. |           |                                                                       |                   |                      |                                       |                   |                                       |                 |
| 36 | 3         | Offenes Haus                                                          | Open House        | 31. Juli 2011        | 17. Nov. 2011                         | David Slade       | Sam Catlin                            | 1,714 Mio.      |
| Marie lebt ihre kleptomanischen Neigungen wieder aus. Hank bekommt die Labornotizen, die bei Gales Leichnam gefunden wurden, zu Gesicht. In der Zwischenzeit organisiert Skyler auf zwielichtige Art den Kauf der Autowaschanlage. |           |                                                                       |                   |                      |                                       |                   |                                       |                 |
| 37 | 4         | Gedankenstriche Abgehakt (Alternativtitel)                            | Bullet Points     | 7. Aug. 2011         | 17. Nov. 2011                         | Colin Bucksey     | Moira Walley-Beckett                  | 1,834 Mio.      |
| Mike wird vom Kartell angegriffen. Skyler und Walter berichten ihrer Familie vom Kauf der Autowaschanlage, den sie mit Walters angeblichem Erfolg beim Kartenzählen erklären. Währenddessen entdeckt Walter Gales Akte bei Hank und befürchtet, eine Spur könnte zu Jesse führen. Mike lässt Jesses besetztes Haus räumen. Er hält sein unvorsichtiges Verhalten für ein Sicherheitsrisiko, deshalb bringt er ihn fort. |           |                                                                       |                   |                      |                                       |                   |                                       |                 |
| 38 | 5         | Schrotflinte                                                          | Shotgun           | 14. Aug. 2011        | 24. Nov. 2011                         | Michelle MacLaren | Tom Schnauz                           | 1,754 Mio.      |
| Walter ist aufgebracht vom Verschwinden seines Partners und sucht vergeblich die Konfrontation mit Gus. Derweil ist Jesse mit Mike unterwegs, um Geld aus entlegenen Verstecken zu bergen. Bei der letzten Station kann Jesse scheinbar einen Überfall gerade noch verhindern. Wie sich später herausstellt, war die Aktion jedoch von Gus geplant, um Jesses Loyalität wiederherzustellen. Nach Unterzeichnen des Kaufvertrags der Autowaschanlage kommen sich Skyler und Walter wieder näher. Bei einem Familientreffen verleiht Walter Hanks Ermittlungen neuen Schwung, als er verkündet, er halte Gale nicht für Heisenberg.                                                                                   |           |                                                                       |                   |                      |                                       |                   |                                       |                 |
| 39 | 6         | In die Ecke getrieben                                                 | Cornered          | 21. Aug. 2011        | 24. Nov. 2011                         | Michael Slovis    | Gennifer Hutchison                    | 1,674 Mio.      |
| Skyler hat Angst um Walter und möchte, dass er sich der Polizei stellt. Walter versichert ihr hingegen, dass er nicht in Gefahr sei, sondern dass er die Gefahr ist. Walter vermutet, dass Gus hinter einem Überfall steckt, durch den Jesse als Held dasteht, und diesen inszeniert hat, um einen Keil zwischen Jesse und Walter zu treiben. Mike ruft Jesse immer wieder von der Schicht, sodass Walter alleine im Labor arbeiten muss. |           |                                                                       |                   |                      |                                       |                   |                                       |                 |
| 40 | 7         | Problemkind Problemhund (Alternativtitel)                             | Problem Dog       | 28. Aug. 2011        | 1. Dez. 2011                          | Peter Gould       | Peter Gould                           | 1,913 Mio.      |
| Jesse akzeptiert scheinbar seine Rolle des Bösewichts und erklärt sich für Walter dazu bereit, Gus umzubringen. Als sich die entscheidende Gelegenheit bietet, lässt er sie jedoch ungenutzt. Mittlerweile übernehmen Skyler und Walter die Autowaschanlage, können sich jedoch nicht über den Umgang mit Walts Einkommen einigen. Hank verfolgt eine Spur, die bis zu Gustavo Fring führt. |           |                                                                       |                   |                      |                                       |                   |                                       |                 |
| 41 | 8         | Brüder Hermanos (Alternativtitel)                                     | Hermanos          | 4. Sep. 2011         | 1. Dez. 2011                          | Johan Renck       | Sam Catlin & George Mastras           | 1,975 Mio.      |
| Gus wird für eine Befragung zur DEA geladen, er kann den Verdacht jedoch ausräumen. Einzig Hank gibt sich mit seinen Erklärungen nicht zufrieden und bringt Walter dazu, ihn bei seinen Ermittlungen zu unterstützen. In einer Rückblende wird Gustavos Verhältnis zum Kartell gezeigt. Hector erschoss seinen damaligen Partner und Koch Max, Gus wurde aufgrund seiner Herkunft verschont. |           |                                                                       |                   |                      |                                       |                   |                                       |                 |
| 42 | 9         | Verwanzt                                                              | Bug               | 11. Sep. 2011        | 8. Dez. 2011                          | Terry McDonough   | Moira Walley-Beckett & Thomas Schnauz | 1,891 Mio.      |
| Während Hank gegen Gus ermittelt, erschießt das Kartell einen seiner Männer. Daraufhin willigt er ein, Jesse als Koch nach Mexiko zu schicken. Skyler rettet Ted vor der Steuerfahndung. Walter bringt einen GPS-Tracker an Jesses Auto an und nachdem dieser Gus bei einem gemeinsamen Essen nicht vergiftet hat, kommt es zu einer Aussprache zwischen Walter und Jesse, welche in einem Kampf endet. |           |                                                                       |                   |                      |                                       |                   |                                       |                 |
| 43 | 10        | Prost! Salud (Alternativtitel)                                        | Salud             | 18. Sep. 2011        | 8. Dez. 2011                          | Michelle MacLaren | Gennifer Hutchison & Peter Gould      | 1,798 Mio.      |
| Jesse gelingt es, für das Kartell sehr reines Meth herzustellen. Walter jr. kümmert sich um seinen verletzten Vater, der inzwischen den Streit mit seinem Partner bereut. Skyler lässt Ted anonym Geld zukommen, um ihm beim Begleichen seiner Schulden zu helfen, doch er verwendet es nicht, wie sie es erwartete. Gus vergiftet Don Eladio und seine Männer, Mike und er nehmen jedoch auch selbst Schaden, als sie fliehen. |           |                                                                       |                   |                      |                                       |                   |                                       |                 |
| 44 | 11        | Geheimversteck Flucht (Alternativtitel)                               | Crawl Space       | 25. Sep. 2011        | 15. Dez. 2011                         | Scott Winant      | Sam Catlin & George Mastras           | 1,550 Mio.      |
| Gus und Mike werden in Mexiko versorgt. Als Jesse mit Gus nach Texas geht, macht er klar, dass er weiterhin hinter Walter steht. Als Hank bei seinen Ermittlungen Walter darum bittet, zur Wäscherei zu fahren, verursacht Walter einen Unfall. Gus feuert ihn daraufhin und droht seine Familie umzubringen. Als er deshalb flüchten will, findet er kein Geld, da Skyler damit Teds Schulden beglichen hat. |           |                                                                       |                   |                      |                                       |                   |                                       |                 |
| 45 | 12        | Endzeit                                                               | End Times         | 2. Okt. 2011         | 15. Dez. 2011                         | Vince Gilligan    | Thomas Schnauz & Moira Walley-Beckett | 1,730 Mio.      |
| Skyler und die Kinder werden zu Hank gebracht. Dort soll die DEA ihn und seine Angehörigen schützen, da er von Saul über Handy gewarnt wurde. Der Sohn von Jesses Freundin Andrea, Brock, wurde vergiftet. Jesse verdächtigt Walter, Brock das ursprünglich für Gus vorgesehene Rizin verabreicht zu haben. Er sucht Walter mit einer Pistole auf. Dieser hat sich in seiner Wohnung verschanzt, da er auf einen Angriff wartet. Walter kann Jesse jedoch davon überzeugen, dass Gus Brock vergiftet habe, um Jesse gegen Walter aufzuhetzen. So versuchen sie gemeinsam, Gus mit einer Sprengladung an seinem Auto zu beseitigen, diesem kommt die Situation aber verdächtig vor und er geht nicht zu seinem Auto. |           |                                                                       |                   |                      |                                       |                   |                                       |                 |
| 46 | 13        | Von Angesicht zu Angesicht Wer das Gesicht verliert (Alternativtitel) | Face Off          | 9. Okt. 2011         | 22. Dez. 2011                         | Vince Gilligan    | Vince Gilligan                        | 1,897 Mio.      |
| Hector Salamanca wird von Walter dazu gebracht, in einem Selbstmordattentat Gus und Tyrus mit in den Tod zu reißen. Walter und Jesse brennen daraufhin das Labor nieder. Brock befindet sich auf dem Weg der Besserung. Wie sich herausstellt, wurde er nicht mit Rizin, sondern mit Maiglöckchen vergiftet. Die Schlusseinstellung zeigt einen Topf mit diesen Pflanzen auf der Terrasse der Whites. |           |                                                                       |                   |                      |                                       |                   |                                       |                 |

## Auszeichnungen
Emmyverleihung
- 2012: Emmy – Outstanding Supporting Actor in a Drama Series – Aaron Paul

Television Critics Association Awards
- 2012: TCA Award – Outstanding Achievement in Drama – Breaking Bad

Writers Guild of America Awards
- 2012: WGA Award – Best Dramatic Series (an das ganze Autorenteam)
- 2012: WGA Award – Best Episodic Drama – „Box Cutter“, Vince Gilligan

ACE Eddie Awards
- 2012: Eddie Award – Best Edited One-Hour Series for Commercial Television – „Face Off“, Skip MacDonald